# IFight Shelby Marx
«iFight Shelby Marx» («Yo peleo con Shelby Marx» en Latinoamérica) es el segundo especial de una hora de la segunda temporada y de la mega-serie infantil de Nickelodeon, iCarly en general, estrenado el 8 de agosto de 2009 en Estados Unidos con un total de 7.9 millones de espectadores en su estreno original. En Latinoamérica, el especial se estrenó el 28 de enero de 2010 y en España el 10 de junio de 2010.

## Reparto
- Miranda Cosgrove como Carly Shay.
- Jennette McCurdy como Sam Puckett.
- Nathan Kress como Freddie Benson.
- Jerry Trainor como Spencer Shay.
- Victoria Justice como Shelby Marx.

## Sinopsis
Sam y Freddie llegan al apartamento de Carly para ver la pelea de Shelby Marx en la televisión. Marx (Victoria Justice) es la luchadora de artes marciales mixtas más joven y una de las mejores de la CFC. Sam la quiere por su habilidad y poder de combate, Freddie la ama porque ella es linda, pero Carly no había oído hablar de ella hasta ahora. Shelby derrota fácilmente a su oponente y se convierte en la campeona mundial femenina más joven. Mientras tanto, Spencer comienza a tomar un medicamento experimental para deshacerse de sus alergias. Aunque el medicamento es eficaz, viene con una larga lista de efectos secundarios, incluyendo prurito, sudoración, deshidratación, a corto plazo la pérdida de memoria y los espasmos musculares, que lo plagan todo el episodio.
El grupo de iCarly muestra clips de la lucha en su próximo webshow, y Carly bromea de que puede vencer a Shelby en una pelea de MMA. Al día siguiente, Shelby se presenta en el apartamento y acepta el reto de Carly, después de haber visto una versión reeditada de show de iCarly. Sin embargo, ella no está enojada. El gerente de Shelby pensó que una pelea de exhibición sería una buena publicidad para ambas, tanto para Shelby como para Carly. Además, Shelby se compromete pelear fácil contra Carly. Carly está de acuerdo, pero todavía está asustada porque ella no quiere salir herida.
Varios días más tarde, en una conferencia de prensa promocionando la pelea, Carly toma el consejo de Sam y trata de hacer trash talking para llegar Shelby al inicio. Esto funciona muy bien y Shelby se agita. Se desata una pelea y termina con Carly cae sobre invitada especial de Shelby, su abuela enferma Edith. Desafortunadamente, Shelby lo vio como Carly lucha contra la anciana. Enfurecida, Shelby se compromete a pelear en serio contra Carly como había prometido. Aterrorizada que Shelby realidad puede matarla, Carly decide cancelar la pelea, incluso haciendo un anuncio en iCarly. Esto hace que muchos de sus fanes la consideren una gallina y poco caritativa ya que la lucha iba a recaudar dinero para la caridad. Incapaz de hacer frente a la presión, Carly le pide perdón a Shelby y explica que se trataba de un accidente cuando cayo sobre su abuela. Shelby comprende y las niñas reprograman la pelea. Una vez más, Shelby se compromete a no pelear en serio con Carly.
Cuando Nevel Papperman, némesis de los chicos de iCarly, se entera de la pelea, él lo ve como una oportunidad para ver a Carly recibir una paliza. Sin embargo, ya que las chicas han hecho la paz, tendría que conseguir archivos el uno al otro de nuevo. Así que tomá un par de audios de iCarly, edita material de archivo de una conversación entre Sam y Carly, haciendo parecer que las chicas tenían intenciones de que Carly atacara a la abuela de Shelby como acto de calentar más la pelea. Al día siguiente, Nevel muestra las imágenes a Shelby, quien está de nuevo furiosa, y se compromete hacer sufrir a Carly.
En la noche de la pelea, todo parece ir bien hasta que, sin razón aparente, Shelby golpea a Carly en pleno rostro. Carly se da cuenta de que Shelby en verdad está enojada y se aferra a la pierna de la defensa propia. El árbitro no puede decretar el movimiento como falta, porque no se sabe si la medida es o no legal. Tan pronto como la lucha termina, Carly suelta Shelby y se escapa del octágono gritando. Shelby más tarde se enfrenta a Carly y exige una explicación a las imágenes que se muestran. Carly no entiende de que está hablando, Shelby dice que Nevel le mostró las imágenes y todo se aclara. Carly y otros vieron a Nevel sentado en las gradas antes de la pelea. Ella envía a Freddie a encontrarlo. Una vez que los espectadores se han ido, Freddie lleva a Nevel al octágono, donde se enfrenta a Carly, Sam y Shelby. Cuando Carly obliga a Nevel a decir que ese vídeo de ella y Sam hablando de la abuela de Shelby estaba manipulado, a lo que Nevel responde que no le teme, luego se acerca Sam y le dice que a ella si le tema y confiesa la verdad. Al final, aparece Shelby detrás de él y junto con Carly y Sam, le propinan una paliza.
El episodio termina con Shelby como invitada especial de iCarly, donde anuncia que ella y los chicos se volvieron amigos.

## Estrellas invitadas
- Victoria Justice como Shelby Marx, es la que pelea con Carly.
- Reed Alexander como Nevel Pappermann, el archienemigo de iCarly.
- Noah Munck como Gibby Gibson, el amigo de Carly, Sam y Freddie.

## Recepción
El segundo especial de una hora de la mega-serie de Nickelodeon iCarly tuvo un total de 7.9 millones de espectadores, en niños de 2 a 11 años un ráting de 12.1/4.3 +384% de ráting del año 2008, en niños de 6 a 11 años, un ráting de 16.4/3.5 +485% de ráting del año 2008, en adolescentes de 9 a 14 años, un ráting de 14.2/3.1 +788% de ráting del año 2008, rebasando a Disney Channel en rátings de sus series Hannah Montana en el especial "He Could be the One" y Wizards of Waverly Place.

## DVD
La venta en DVD de la película especial de iCarly, salió a la venta el 30 de marzo de 2010 con los episodios siguientes: "iDate a Bad Boy", "iCarly Awards" y "iLook Alike". El DVD incluye también a episodios de otra serie de Nickelodeon Big Time Rush, con el episodio "Big Time Audition". Este es el primer DVD de iCarly de la temporada.